# HMS Centurion (1911)
HMS Centurion – drugi pancernik typu King George V (1911). Został zbudowany w HM Dockyard w Devonport.

## I wojna światowa
„Centurion” został przydzielony do 2 Eskadry Bojowej, której okrętem flagowym był siostrzany HMS „King George V”. Okręt wziął udział w bitwie jutlandzkiej jako część głównych sił brytyjskiej Grand Fleet pod dowództwem komandora Michaela Culme-Seymoura. Pancernik płynął na trzeciej pozycji w szyku First Division of the Fleet za HMS „King George V” i HMS „Ajax”.
Po okresie służby na Morzu Północnym (gdzie był przez pewien czas dowodzony przez Rogera Keyesa) został w 1918 wysłany na wschodni obszar Morza Śródziemnego wraz z HMS „Superb”, by nadzorować kapitulację Imperium osmańskiego. W 1919 „Centurion” przebywał na Morzu Czarnym w ramach alianckiej interwencji w rosyjską wojnę domową.

## Okres międzywojenny i II wojna światowa
Wraz z podpisaniem traktatu waszyngtońskiego „Centurion” został wycofany ze służby i zamieniony na zdalnie kierowany radiowo okręt-cel. W tej roli zastąpił w 1924 HMS „Agamemnon”. Pozostawał w tej roli w Portsmouth Harbour do kwietnia 1941. Wtedy dobudowano mu fałszywą nadbudówkę, by przypominał pancernik HMS „Anson” budowany wtedy w HM Dockyard (Portsmouth).
4 kwietnia 1941 Admiralicja zasugerowała, że powinno się przeprowadzić silne bombardowanie Trypolisu przez okręty Floty Śródziemnomorskiej i należy także zablokować port przez użycie okrętu blokadowego (ang. block ship). W roli tej miał zostać zatopiony u wejścia do portu „Centurion”. Admirał Andrew Cunningham odrzucił tę ofertę z powodu niskiej prędkości okrętu i dużych sił lotniczych wroga, przez co pomysł upadł.
W czerwcu 1942 okręt uczestniczył w operacji Vigorous na wschodnim obszarze Morza Śródziemnego, w trakcie której udawał jeden z nowszych pancerników brytyjskich. Pomiędzy 1942 i 1944 „Centurion” stacjonował w pobliżu Suezu jako okręt przeciwlotniczy i odstraszający Regia Marina. Włosi sądzili, że jego 13,5 calowe działa są prawdziwe (w rzeczywistości były zrobione z drewna) i utrzymywali swoje pancerniki z dala.
Ostatnim aktem w dziejach służby okrętu było zatopienie go 9 czerwca 1944 jako części falochronu portu przy plaży Omaha w czasie inwazji na Normandię. Podawane są informacje, że Niemcy sądzili, iż stary okręt został zatopiony przez baterie nabrzeżne niemieckiej 352 Dywizji i wielu członków załogi zginęło. Widzieli oni jak 70 członków załogi opuszcza tonący okręt – w rzeczywistości 70 ludzi stanowiło całą załogę.